# 张悦 (刘宋)
张悦（5世纪—470年），吴郡吴县（今江苏苏州市）人，中国南朝宋散文家，张邵兄子，张畅之弟。
张悦历任中书吏部郎、侍中，为临海王刘子顼前将军长史、南郡太守。晋安王刘子勋在寻阳即皇帝位，张悦为吏部尚书，与邓琬共同辅政。刘子勋事败後，张悦杀邓琬归降宋明帝。宋明帝任命他为太子中庶子，受职为巴陵王刘休若卫军长史、襄阳郡太守。泰始四年（468年），代刘休若为雍州刺史、宁远将军。泰始六年（470年），宋明帝在巴郡置三巴校尉，以张悦补任，加持节、辅师将军、领巴郡太守。未及任命，张悦卒。原有文集，已佚。《全上古三代秦汉三国六朝文》保存其文一篇：《玳瑁麈尾铭》：移珍西岳，费藻南。凝华淡景，摇采争云，夷心似镜，色众斯分。